# Gilles Détroit
Gilles Détroit est un humoriste, acteur et chroniqueur radio français, né le 17 novembre 1956 à Neuilly-sur-Seine.
Son humour est caractérisé par l'emploi régulier de jeux de mots, afin de décrire des situations de la vie quotidienne. Parmi les sujets abordés dans ses sketches, figurent les difficultés éprouvées à remplir sa déclaration de revenus, les techniques de recherche d'emploi à l'ANPE, la complexité des distributeurs automatiques de billets dans les gares SNCF ou encore un dialogue avec l'assistance par téléphone d'un fournisseur d'accès à Internet.
Nombre de ses sketches sont également basés sur sa vie de couple, « sa femme » étant souvent au centre de l'histoire, lorsque celle-ci lui demande d'aller faire les courses, ou lorsqu'il s'agit de lui faire la cuisine pour son anniversaire à l'aide d'un livre de cuisine aux recettes quelque peu farfelues…
Également acteur, il est apparu dans plusieurs films et séries télévisées, parmi lesquelles Navarro et Julie Lescaut. Au cinéma, il a par exemple joué le curé dans Michou d'Auber de Thomas Gilou.

## Spectacles
- 2003 : En observation
- 2014 : Trépidant Quotidien !
- 2018 : Tout est bon dans le Macron (Théâtre des Deux Ânes)

## Filmographie

### Cinéma
- 1983 : Papy fait de la résistance de Jean-Marie Poiré : un assistant du maréchal von Apfelstrudel
- 1991 : La Note bleue de Andrzej Żuławski : Fernand de Préaulx
- 1994 : Cache cash de Claude Pinoteau : un jeune du village qui se prend un coup de boule par une fermière
- 1995 : Les Misérables de Claude Lelouch : le gendre des fermiers
- 2007 : Michou d'Auber de Thomas Gilou : le curé
- 2010 : La Tête en friche de Jean Becker : Dévallée
- 2014 : Tante Hilda ! de Jacques-Rémy Girerd : le président (voix)

### Télévision
- 1993 : Une femme pour moi de Arnaud Sélignac
- 1995 : Julie Lescaut, saison 4, épisode 6, Bizutage d'Alain Bonnot : le médecin légiste
- 1996 : Julie Lescaut, saison 5, épisode 1, Propagande noire d'Alain Bonnot : le médecin légiste
- 1996 : Maigret, épisode 23, Maigret tend un piège de Juraj Herz : l'inspecteur Josselin
- 1996 : Le Crabe sur la banquette arrière de Jean-Pierre Vergne
- 1997 :  Une soupe aux herbes sauvages de Alain Bonnot
- 2000 : Joséphine ange gardien, saison 4, épisode 3, Pour l'amour d'un ange de Denis Malleville : le chef d'orchestre
- 2011 : Trois filles en cavale de Didier Albert

## Radio
Gilles Détroit est intervenu sur France Inter dans Rien à voir, l'émission de Laurence Boccolini et dans Le Fou du roi de Stéphane Bern. Il a tenu aussi une chronique radiophonique sur France Bleu Paris, à partir de 2010.